# Terra Nova Regularizações Fundiárias
A Terra Nova Regularizações Fundiárias, fundada em  2001 pelo advogado André Albuquerque,é uma empresa pioneira que tem como missão reunir advogados, urbanistas, assistentes sociais e profissionais que atuam na pacificação de conflitos, sem grandes traumas para nenhum dos lados e na regularização fundiária urbana melhorando a qualidade de vida de comunidades que vivem em assentamentos precários no Brasil e no mundo. A empresa busca resolver conflitos de terra intervindo de forma pacifica, permitindo que as famílias envolvidas tenham acesso ao título de propriedade dos lotes onde vivem. Até o momento já regularizou o endereço de 22 mil famílias nos estados do Paraná, São Paulo e Goiás. Os acordos são homologados na Justiça, o que dá segurança jurídica a todas as partes. Sendo assim o proprietário é indenizado pelo imóvel que foi irregularmente ocupado, o poder público não precisa desapropriar a área e passa a arrecadar impostos, pois é negociado um valor um pouco menor do terreno com o proprietário..Os moradores pagam prestações mensais de cerca de R$ 200, do qual a empresa retira sua comissão.. Por esta razão os serviços públicos tornam-se regularizados e os moradores passam a ter lotes regularizados. Os impostos arrecadados são previamente calculados ou acertado posteriormente com o proprietário, esse processo ocorre por meio de dialogo com todos os envolvidos, explicando aos proprietários sobre a importância da regularização das terras.
Uma vez feito o acordo, a Terra Nova gerencia os contratos e recebe o pagamento de cada família em pequenas parcelas mensais, durante um período de 5 a 10 anos. A parcela paga por cada uma é calculada de acordo com a sua renda mensal, para não sobrecarregar ninguém. A Terra Nova fica com uma porcentagem desse valor, o que permite que ela continue atuando. Além de regularizar a terra, quando solucionado o conflito, o governo pode começar a investir na infraestrutura e serviços para a comunidade, como por exemplo, água, luz, pavimentação das vias, creches,escolas e postos de saúde entre outros que são concebidos logo nos primeiros anos.
Consequentemente, essas mudanças levam a chegada do comércio a região, o que da aos morados mais possibilidades de emprego, aumentando sua renda familiar. Além do ocupante passar a ser o proprietário do imóvel sem se reocupar com o despejo, seu imóvel passa a ter valorização devido a infraestrutura. Quase todos optam pela regularização, mas o problema encontrado pela empresa é que há resistência de quem quer a terra de graça ou já pagou por ela a grileiros.. 
Dentre vários dos prêmios que foram conquistados pela Terra Nova Regularizações Fundiárias, está o René Frank Habitat Award, prêmio concedido pela International Real State Federation (Federação Internacional dos Agentes e Empresas Imobiliárias, FIABCI).

## Territórios de atuação
Município de Pinhais, região metropolitana de Curitiba (PR)

## Prêmios
- Prêmio Empreendedor Social 2008

Realizado desde 2005 pela Folha de S.Paulo, o Prêmio Empreendedor Social é o principal concurso de empreendedorismo socioambiental na América Latina e um dos mais concorridos do mundo.
- Prêmio Changemakers

Competição internacional, organizada pela Ashoka e Omidyar Network, que visa premiar soluções inovadoras que contribuam para o fortalecimento dos direitos territoriais.